# Al Purvis
Allan Ruggles Purvis, detto Al (Trochu, 9 gennaio 1929 – Vancouver, 13 agosto 2009), è stato un hockeista su ghiaccio canadese.

## Palmarès

### Olimpiadi invernali
- Oro a Oslo 1952 nell'hockey su ghiaccio.

### Mondiali
- Oro a Londra 1950.